# لوول (کانزاس)
لوول (به انگلیسی: Lowell) شهری در ایالت کانزاس کشور ایالات متحده آمریکا است که جمعیت آن در سرشماری سال ۲۰۱۰ میلادی، ۲۸۳ نفر بوده‌است.